# 裂瓣谷精草
裂瓣谷精草（学名：Eriocaulon bilobatum）为谷精草科谷精草属下的一个种。

## 扩展阅读
維基物種上的相關：裂瓣谷精草